# Prospero (lune)
Pour les articles homonymes, voir Prospero.
Prospero (U XVIII Prospero) est un satellite naturel d'Uranus.
Prospero fut découvert en 1999 par l'équipe de Matthew J. Holman. Sa désignation temporaire fut S/1999 U 3. Comme la plupart des satellites extérieurs d'Uranus, son orbite est rétrograde.
Il est nommé d'après Prospero, le sorcier, duc de Milan dans la pièce La Tempête de William Shakespeare.